# Truso

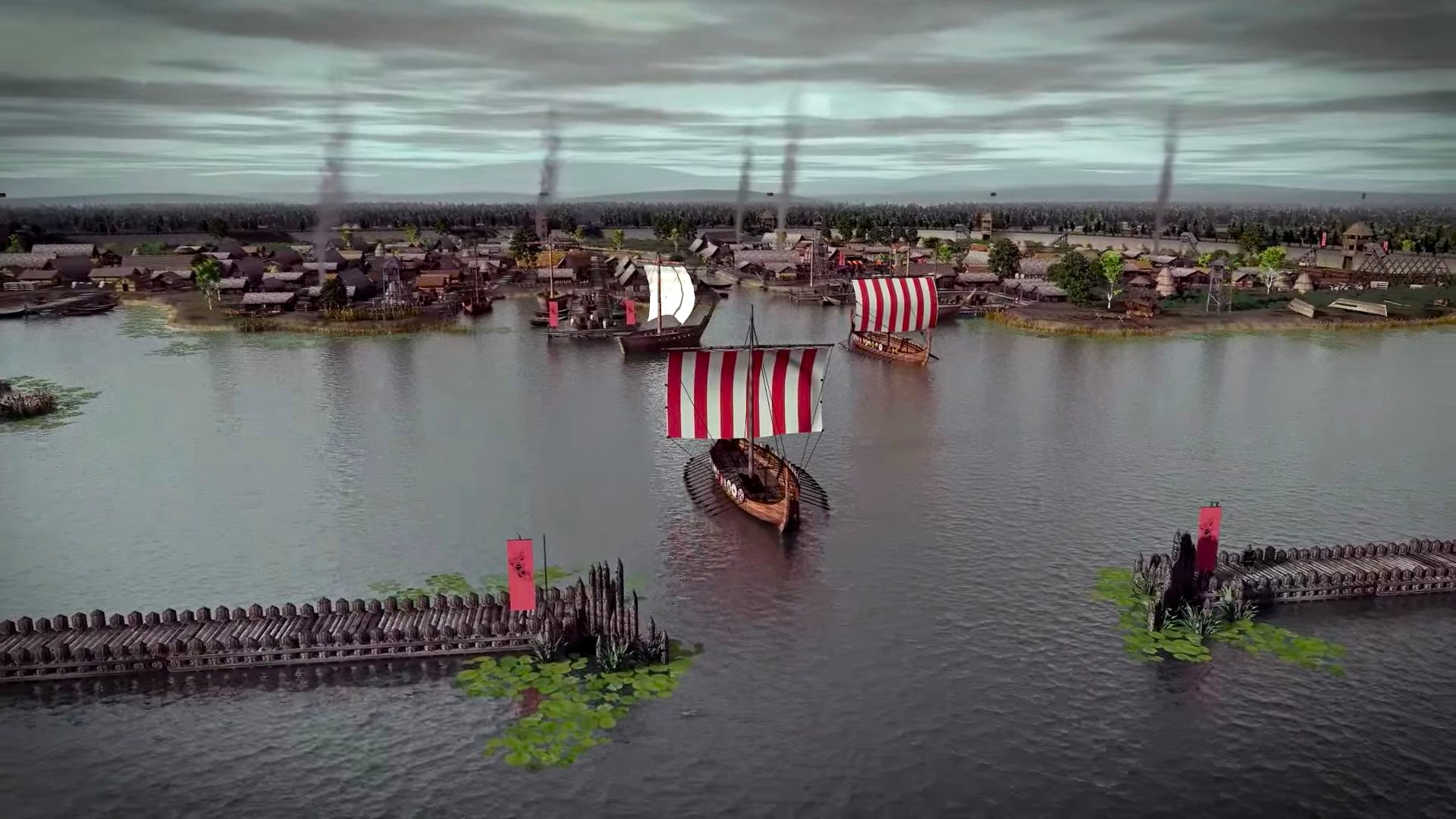
visualisation de Truso au IXe siècle

Truso est une ville portuaire vieille-prussienne aujourd'hui disparue, située près de la ville actuelle d'Elbląg.

## Histoire
Décrite par le voyageur anglo-saxon Wulfstan de Hedeby vers 890, Truso prospère avec le commerce maritime entre le VIIIe et le XIe siècle. Le récit du voyage, du port, ainsi que des mœurs de ses habitants a été traduit en vieil anglais par le roi Alfred le Grand.
La localisation exacte de Truso était inconnue pendant des longues années en raison des modifications topographiques du delta de la Vistule. L'archéologue Marek Jagodziński commence, au début des années 1980, des recherches sur la rive orientale du lac Drużno, quelques kilomètres au sud d'Elbląg. Après quelques années de fouilles, grâce aux objets trouvés et aux datations dendrochronologiques convaincantes, on suppose que Truso a été découverte.
Les découvertes du docteur Jagodziński prouvent que Truso était un centre commercial important de la Baltique grâce à sa localisation entre les tribus prussiennes, slaves et la mer. D'après les données archéologiques, la ville était constituée d'un grand port, d'une cité artisanale et commerciale. Les dimensions de Truso étaient comparables aux plus grands ports de la mer Baltique de l'époque tels que Hedeby, Birka ou Wolin. C'était donc l'un des plus importants centres de commerce de la Prusse. Des objets fabriqués en Rhénanie ou en Empire byzantin ont été trouvés sur le site.
Le rôle commercial de la ville décline au Xe siècle en raison d'incendies et des guerres. Au fil du temps Truso perd de l'importance au profit de Gdańsk. Il existe aujourd'hui un projet de reconstruire partiellement la cité pour des buts touristiques et éducatifs.